# Adolfo Augusto Baptista Ramires
Adolfo Augusto Baptista Ramires (Bragança (Santa Maria), 28 de setembro de 1868 — Lisboa (Mercês), 10 de março de 1952) foi um engenheiro agrónomo, professor de Microbiologia no Instituto Superior de Agronomia, de Lisboa, escritor e político, que entre outras funções, foi senador sidonista pelo círculo eleitoral das Ilhas Adjacentes em 1918-1919.

## Biografia
Com Alberto Correia Pinto de Almeida, seu colega no Instituto Superior de Agronomia, foi proposto por Sidónio Pais para senador pela Província Eleitoral dos Açores, sendo eleito.

## Obras
Entre outras, é autor das seguintes obras:
- A "amphibiose" na fermentação alcoolica. F. Amado, Lisboa, 1914;
- Antibiose microbiana transmissibilidade dos agentes infecciosos do leite aos seus derivados industriais
- Artródeses na coxalgia
- «Aspecto paradoxal da emigração portuguesa analise positiva valores negativos». In Anais do Instituto Superior de Agronomia, vol.V-VII (1936), pp. 234-249, Lisboa, 1936;[3]
- Boletim do Laboratório de Microbiologia "Ferreira Lapa";
- Caso agricola-legal
- Degradação microbiana I decadência progressiva na actividade dos lacto - fermentos empregados em caldo;
- Degradação microbiana II influências diversas, comprometendo uma acção notável;
- «Essais sur la matière colorante des vins». In Revista de Chimica Pura e Applicada, ano IX, n.º 12, 1913;[4]
- Leitaria moderna : escolha e tratamento dos bovinos leiteiros analise, higiene e comércio do leite. J. Rodrigues & Cª, Editores, Lisboa, 1931;
- Preparações empregadas na bacterioterápia um erro frequente
- Tratado de vinificação processos modernos indicados para Portugal e países quentes (2 volumes).  J. Rodrigues & Cª Livreiros Editores, Lisboa. 1928;
- VI exposição de rádio e electricidade -catálogo oficial
- Zymogénese microbienne: remarques à faire sur l'emploi d'un de ses agents en bacteriothérapie